# Železniční zastávka

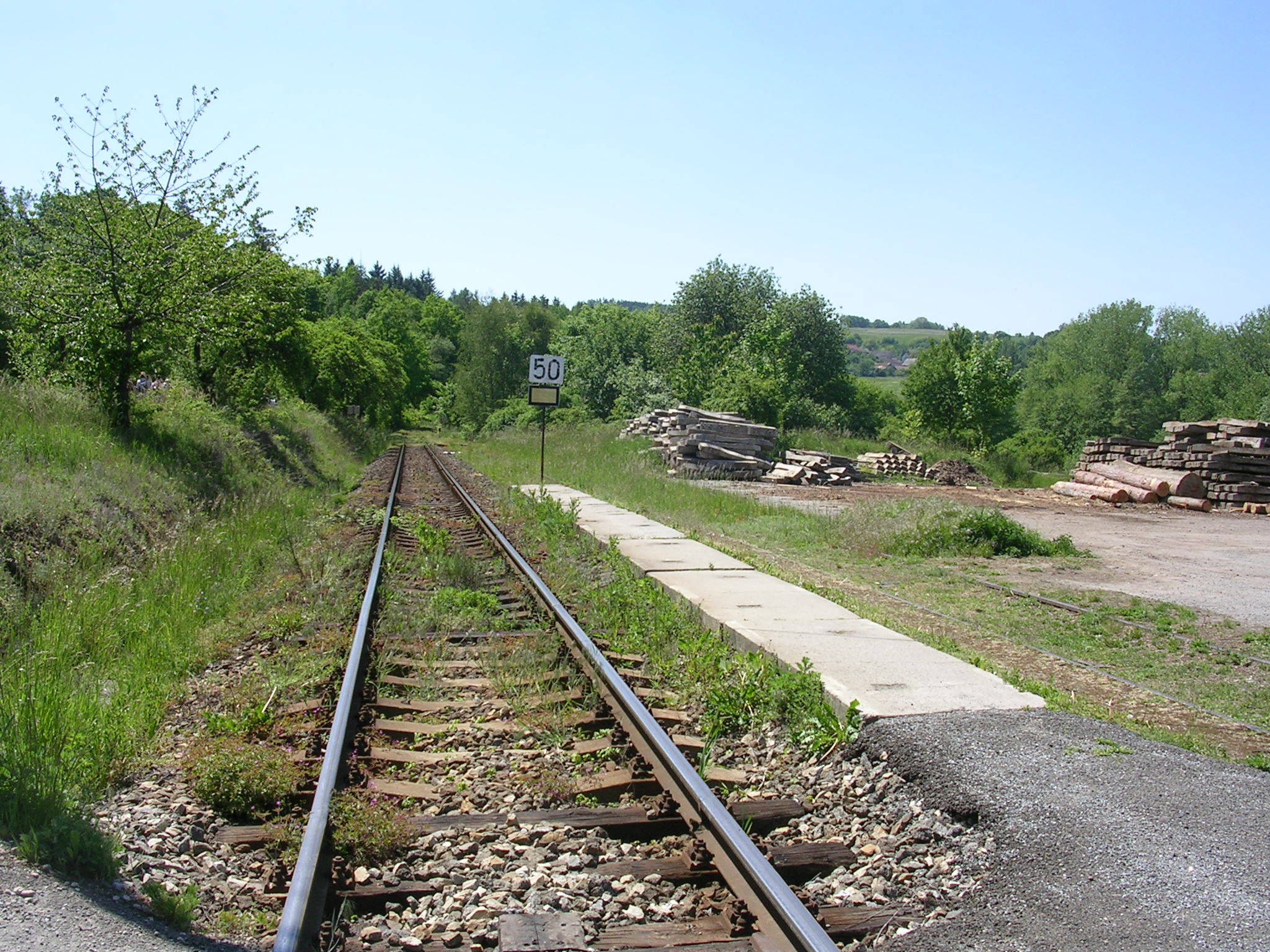
Nástupiště železniční zastávky Vrchotovy Janovice. Přístřešek s označením názvu zastávky je od nástupiště vzdálen, v zastávce je i manipulační kolej, k níž přiléhá plocha pro nakládání zejména kulatiny (klád)

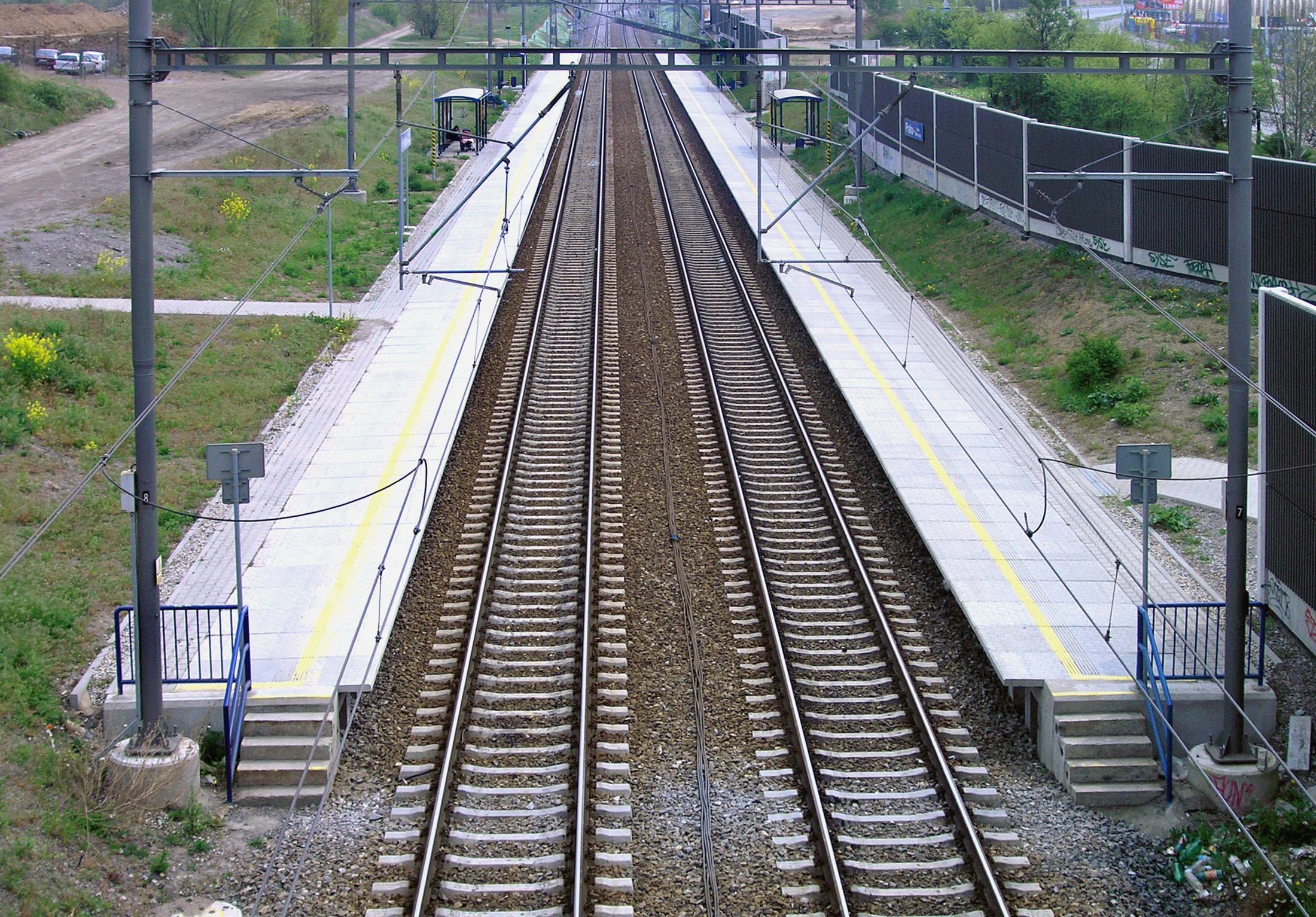
Modernizovaná železniční zastávka Praha-Horní Měcholupy

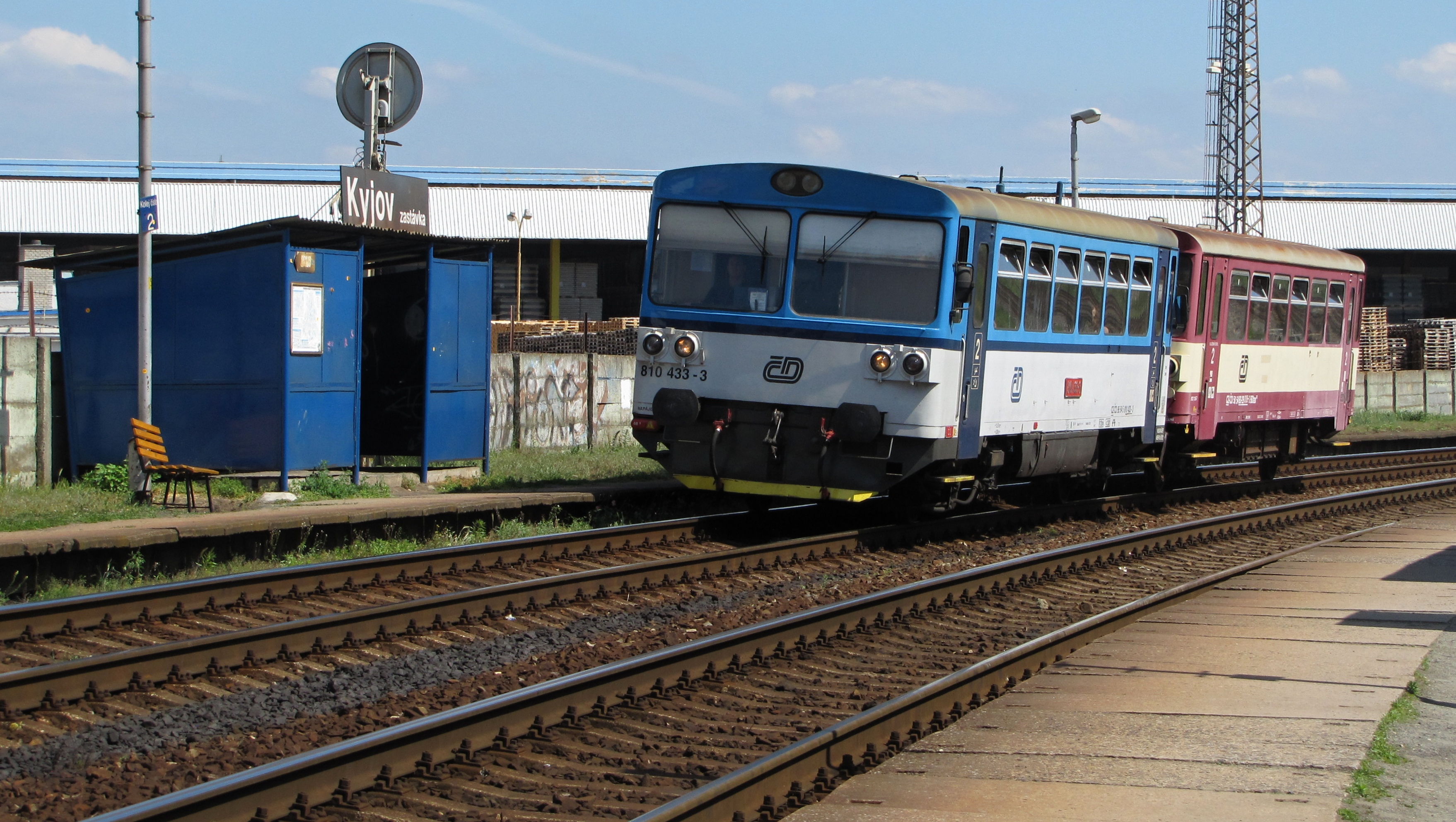
Železniční zastávka s přístřeškem v Kyjově na Vlárské dráze

Železniční zastávka je místo na dráze určené k nastupování a vystupování cestujících, které ale na rozdíl od železniční stanice není dopravnou, neslouží tedy řízení jízdy vlaků a vlaky zde zastavují právě jen pro výstup a nástup cestujících. Zastávka buď vůbec nemá kolejové rozvětvení, nebo je nemá příliš rozsáhlé. Obvykle zastávka nemá ani výpravní budovu a dopravní kancelář. Zastávku tvoří především nástupiště, v zastávce bývá často i čekárna nebo přístřešek. V některých zastávkách je i výdejna jízdenek.

## Česká republika
V českém Dopravním řádu drah (vyhl. 173/1995 Sb.) se v § 1 písm. d) zavádí pro účely této vyhlášky tato definice: označené místo na dráze, určené pro nástup a výstup cestujících do a z drážního vozidla, s omezeným rozsahem poskytovaných přepravních služeb.
V devadesátých letech 20. století zavedly i v Česku České dráhy v železniční dopravě zastávky na znamení. Na rozdíl od autobusové dopravy, kde bývá tento způsob zastavování určen pro konkrétní zastávku všem spojům dané linky, v železniční dopravě tak bývají označeny pouze jednotlivé časy odjezdů u těch spojů, které podle jízdního řádu zajišťuje jednovozový vlak (motorový vůz) nebo motorová/elektrická jednotka vybavená zařízením pro signalizaci požadavku na zastavení.
U železničních stanic i zastávek často bývá i autobusová zastávka navazující silniční dopravy, případně možnost přestupu na jiné druhy dopravy.

### Rozlišení zastávek a stanic
Zatímco provozní legislativa týkající se organizace železničního provozu v Česku rozlišuje mezi železničními stanicemi a železničními zastávkami, v běžném jazyce i v některých odborných oblastech se běžně označení železniční stanice nebo nádraží užívá i pro zastávky. Vyhláška č. 175/2000 Sb., o přepravním řádu pro veřejnou drážní a silniční osobní dopravu, v úvodu zavádí slovo stanice jako legislativní zkratku označující stanice i zastávky. Proto v textech týkajících se přepravních vztahů (smluvní přepravní podmínky, tarif) ale i například v místních názvech (názvy ulic, názvy zastávek městské hromadné dopravy, názvy míst na turistických směrovkách) se slovy stanice nebo nádraží označují i zastávky.
V některých případech se slovo „zastávka“ používá v názvu jako rozlišení od nádraží (železniční stanice) nacházející se ve stejné obci.
Na speciální železniční dráze (metro) a na lanových drahách se všechna místa k nastupování i vystupování oficiálně označují jako stanice. Na tramvajových a trolejbusových dráhách se v Česku v současné době oficiálně všechna místa k nastupování a vystupování označují jako zastávky, i když v minulosti slova zastávka a stanice byly synonymy. V některých zemích není obvyklé rozlišovat stanice od zastávek jako dva různé druhy míst k nastupování či vystupování.

### Technické provedení zastávky
V Česku na dráze celostátní smí být železniční zastávka zřízena v oblouku o poloměru nejméně 600 m, a je-li délka nástupní hrany 100 m a menší, je možno zřídit železniční zastávku v oblouku o poloměru nejméně 300 m. Na dráze regionální v železničních stanicích a železničních zastávkách smí být nejmenší poloměr oblouku 600 m s výjimkou oblouků v kolejových rozvětveních, kde je povolen nejmenší poloměr oblouku 150 m. Je-li délka nástupní hrany 100 m a menší, je možno zřídit železniční zastávku v oblouku o poloměru nejméně 300 m.
Nově budované zastávky by měly být v jednotném podélném sklonu maximálně 0,1 %, který by měl být zachován v celé délce stanice. Jestliže to není možné, navrhují se úseky s jednotným sklonem o minimální délce 200m. Současně nesmí být ve stanici více než 2 lomy nivelety.

### Vybavení zastávky
Podle § 21 odst. 2 českého Stavebního a technického řádu drah (vyhl. 177/1995 Sb.) musí být železniční zastávky vybaveny:
- U již zrušené železniční zastávky Libřice situované mezi dvěma tunely byla část nástupiště umístěna na mostě přes ústí Záhořanského potokanástupišti,

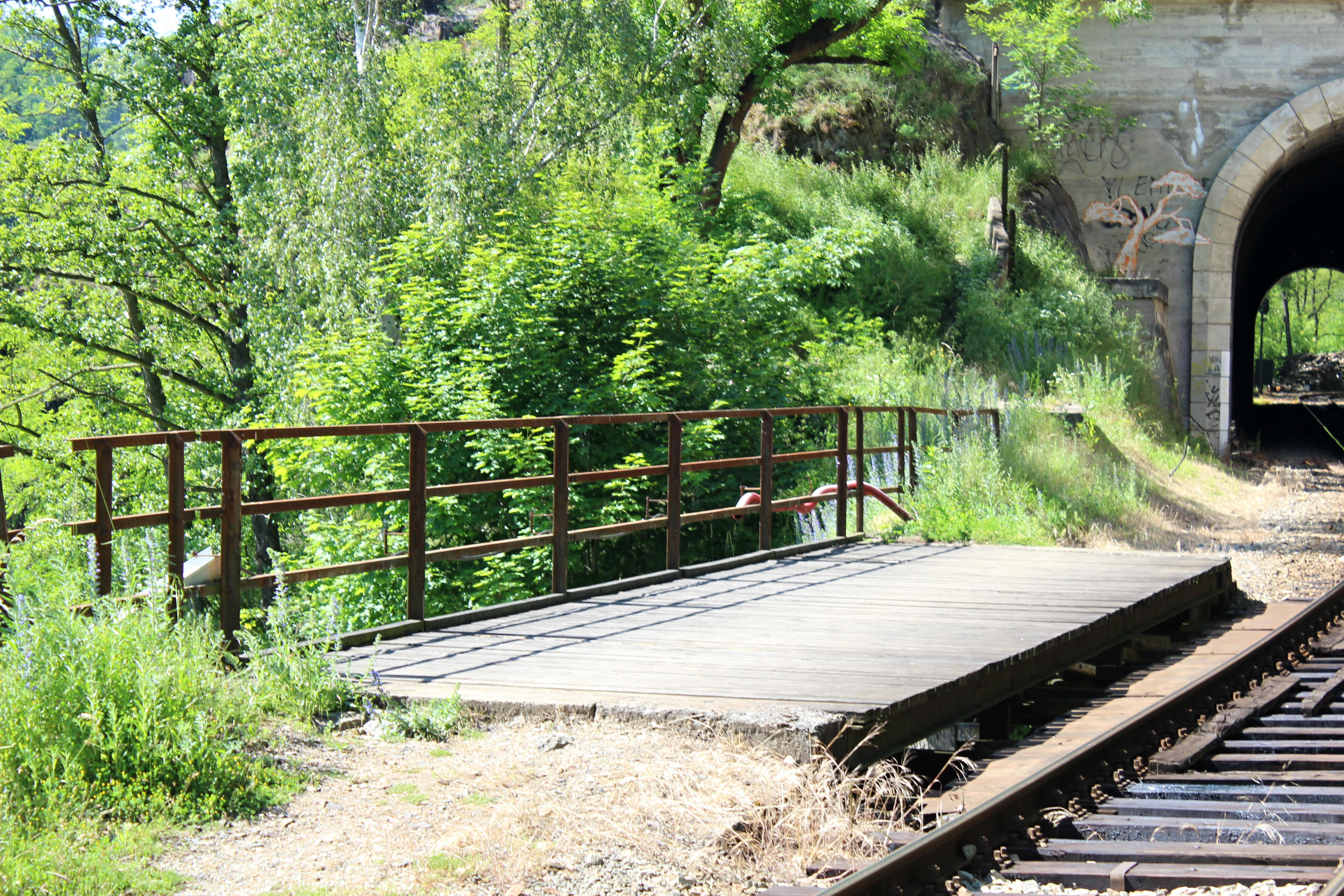
U již zrušené železniční zastávky Libřice situované mezi dvěma tunely byla část nástupiště umístěna na mostě přes ústí Záhořanského potoka

- prostory pro cestující a jejich ochranu před povětrnostními vlivy, případně pro odbavování cestujících,
- bezbariérovým přístupem na nástupiště, včetně hmatového nebo akustického vyznačení přístupu k vlakům pro osoby s omezenou schopností pohybu a orientace
- osvětlením prostor pro cestující.

Podle § 22 odst. 1 písm. e) českého Zákona o dráhách je provozovatel dráhy povinen označit názvy stanice (zastávky), které provozuje; provozovatel dráhy celostátní a regionální je v tomto směru vázán rozhodnutím drážního správního úřadu o názvu stanice (zastávky). Nesplnění této povinnosti je správním deliktem podle § 51 odst. 4 písm. f) téhož zákona a hrozí za něj pokuta do 1 000 000 Kč. Podle § 21 odst. 3 a 4 Stavebního a technického řádu drah se název železniční stanice umisťuje vpravo před vjezdem do stanice a v prostoru stanice (nástupišť). Název železniční zastávky se umisťuje vpravo, nejméně 100 m před začátkem nástupiště a na nástupišti. Provedení stanoví technická norma TNŽ 73 6390 Nápisy názvů železničních stanic a zastávek (nynější znění platí od 1. 7. 1994)
Podle § 54 odst. 1 českého Dopravního řádu drah vydává provozovatel dráhy celostátní nebo regionální pro potřebu cestujících vývěsný jízdní řád pro každou trať, jízdní řád dráhy a pro každou stanici a zastávku seznam „Příjezdy a odjezdy vlaků“. Ve stanicích a zastávkách, kde nejsou cestující odbavováni, postačí na veřejně přístupném místě umístit pouze platný seznam „Příjezdy a odjezdy vlaků“, tj. nemusí zde být vyvěšen celý jízdní řád tratě. Podle § 73 musí být ve všech zastávkách vyvěšovány i informace o předvídaných mimořádnostech v drážní dopravě. Povinnost zveřejnění jízdního řádu stanoví § 22 odst. 1 písm. d) Zákona o dráhách, přičemž způsob zveřejnění má podle § 22 odst. 3 stanovit prováděcím předpisem Ministerstvo dopravy. Nesplnění této povinnosti provozovatelem dráhy je správním deliktem podle § 51 odst. 4 písm. e) téhož zákona a hrozí za něj pokuta do 1 000 000 Kč.
Nepřenosná návěstidla pro provozní vyznačení zastávky stanoví v České republice na tratích provozovatele Správy železnic předpis SŽ D1 ČÁST PRVNÍ. V bodu 977 je stanovena návěst 136 „Vlak se blíží k zastávce“ (bílá obdélníková deska se třemi šikmými černými pruhy postavená na delší straně), která upozorňuje na umístění zastávky. V bodu 978 je stanovena návěst 137 „Konec nástupiště“ (bílá obdélníková deska s černým okrajem postavená na delší straně), která upozorňuje na místo, před kterým musí co nejblíže zastavit první vozidlo s cestujícími (nebo zavazadly) vlaku, který má v určeném místě pobyt.

## Železniční zastávka v umění
Do obecného povědomí vstoupilo například umělecké ztvárnění železniční zastávky Hoštice u Volyně v české filmové komedii Slunce, seno a pár facek (1989). Strohé nástupiště s holým plechovým přístřeškem a nápisem názvu zastávky v krajině mimo zástavbu bylo ve filmu zobrazeno věrně podle reality. Pokyn filmové průvodčí „Hoštice, ale nezastavujeme, máme zpoždění, vystoupíte si až ve Volyni!“, zobrazující s nadsázkou neformální atmosféru lokálních tratí, inspiroval vznik oblíbené lidové hlášky. Dnes již tato filmová scéna nevyznívá tak absurdně, protože průvodčí se v podobných případech na tratích, kde jsou zavedeny zastávky na znamení, chodí ptát, například: „Hoštice, bude někdo vystupovat?“.